# Schleuse Mariensiel
Die Schleuse Mariensiel ist die östlichste Schleuse des Ems-Jade-Kanals. Sie liegt im Stadtviertel Bordum der kreisfreien Stadt Wilhelmshaven.

## Beschreibung
Die Schleuse ist, obwohl sie auf Wilhelmshavener Gebiet liegt, nach dem Sander Ortsteil Mariensiel benannt. Sie wird vom Niedersächsischen Landesbetrieb für Wasserwirtschaft, Küsten- und Naturschutz betrieben und kann ganzjährig genutzt werden. Die Betriebszeiten sind saisonabhängig und werden jährlich neu festgelegt.
Die Schleusenkammer hat eine Länge von 44,0 m, die nutzbare Breite wird durch die Schleusentore auf 6,5 m begrenzt. Mit einer durchschnittlichen Fallhöhe von 0,2 m werden der Wasserstand zwischen dem Ems-Jade-Kanal und den Wilhelmshavener Binnenhäfen ausgeglichen.
Für die kontinuierliche Entwässerung des Hinterlandes zweigt südlich der Schleuse eine Umflut ab. Ein neues Stauwehr wurde 2014 in Betrieb genommen.
Der Schleusenwärter bedient auch die Klappbrücke in Mariensiel (km 66,3) und die Drehbrücken Fortifikationsbrücke (km 65,7) und Middelsfähr (km 64,9). Für die Passage dieses Kanalabschnitts müssen die Skipper ihre Geschwindigkeit so einrichten, dass der Schleusenwärter das Boot mit dem Fahrrad überholen kann.

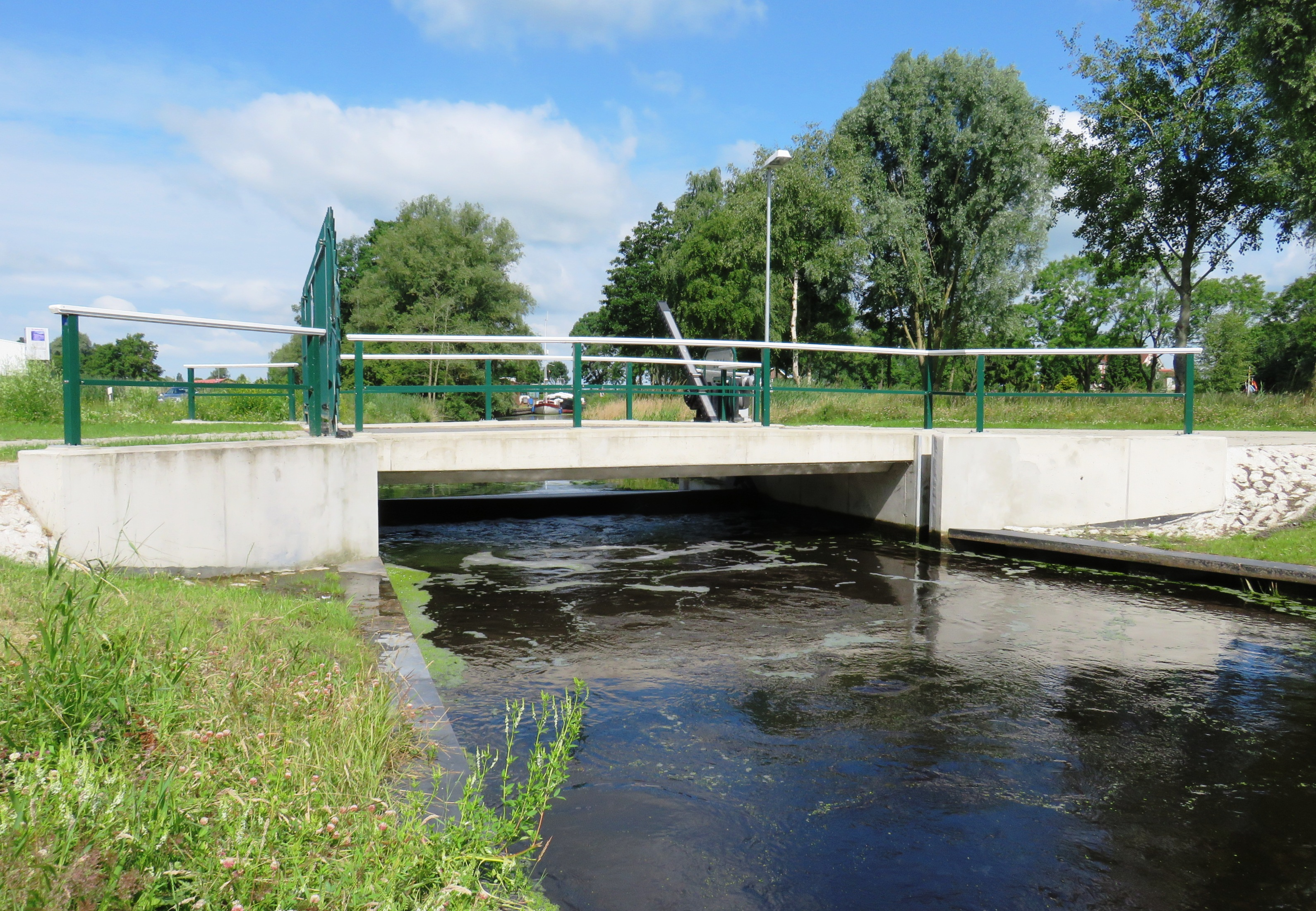
Das neue Stauwehr
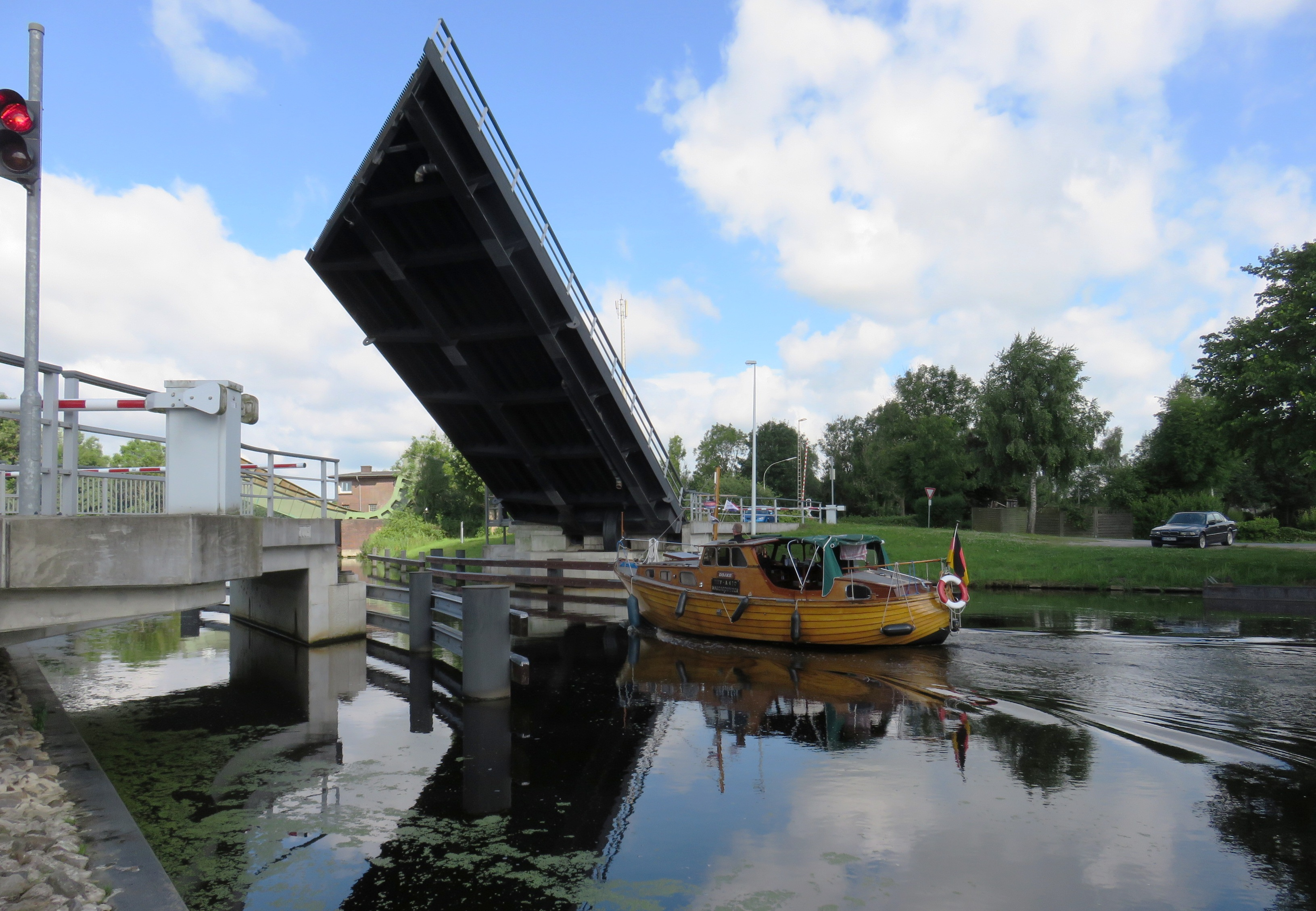
Brücke Mariensiel
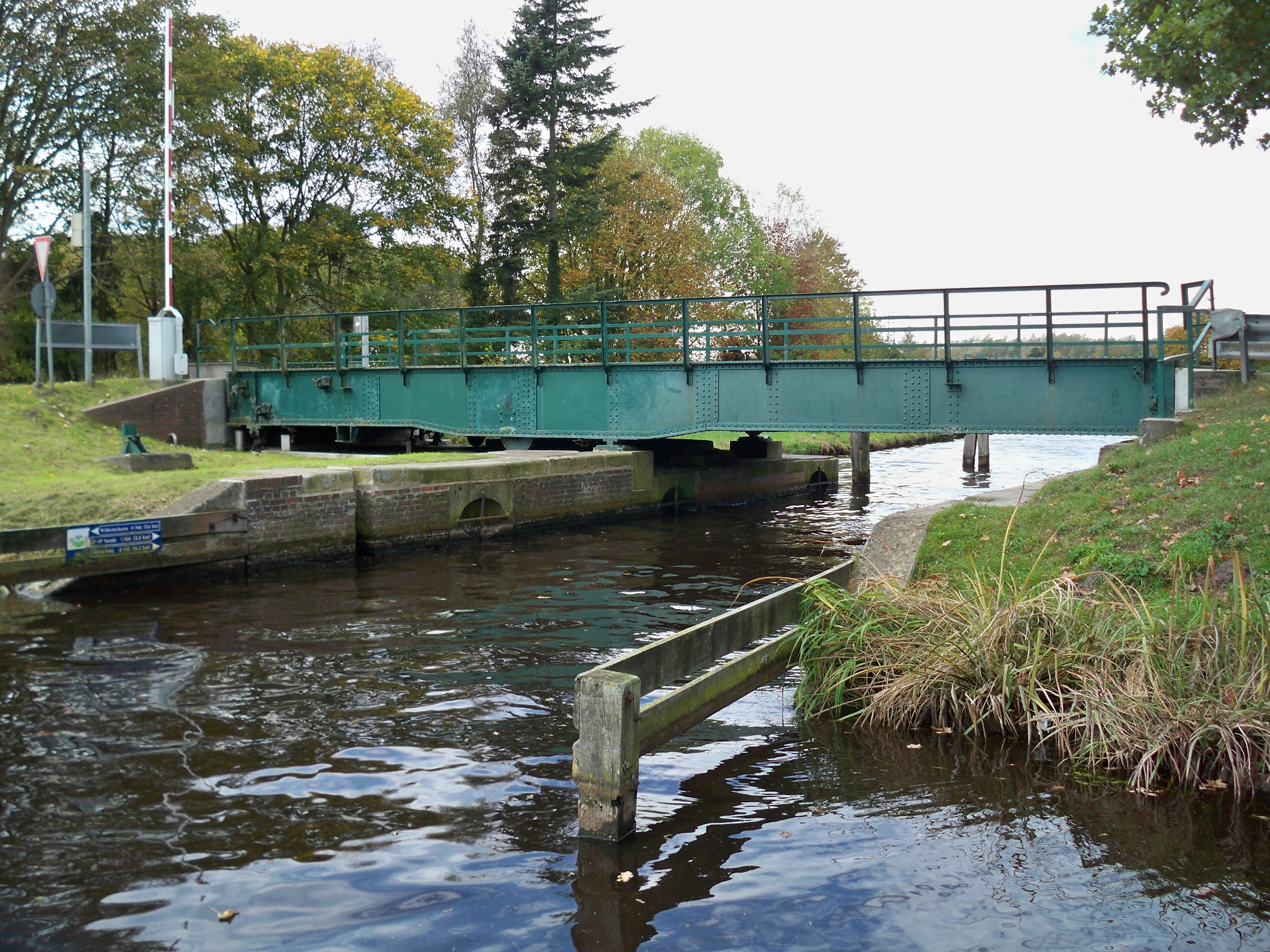
Fortifikationsbrücke
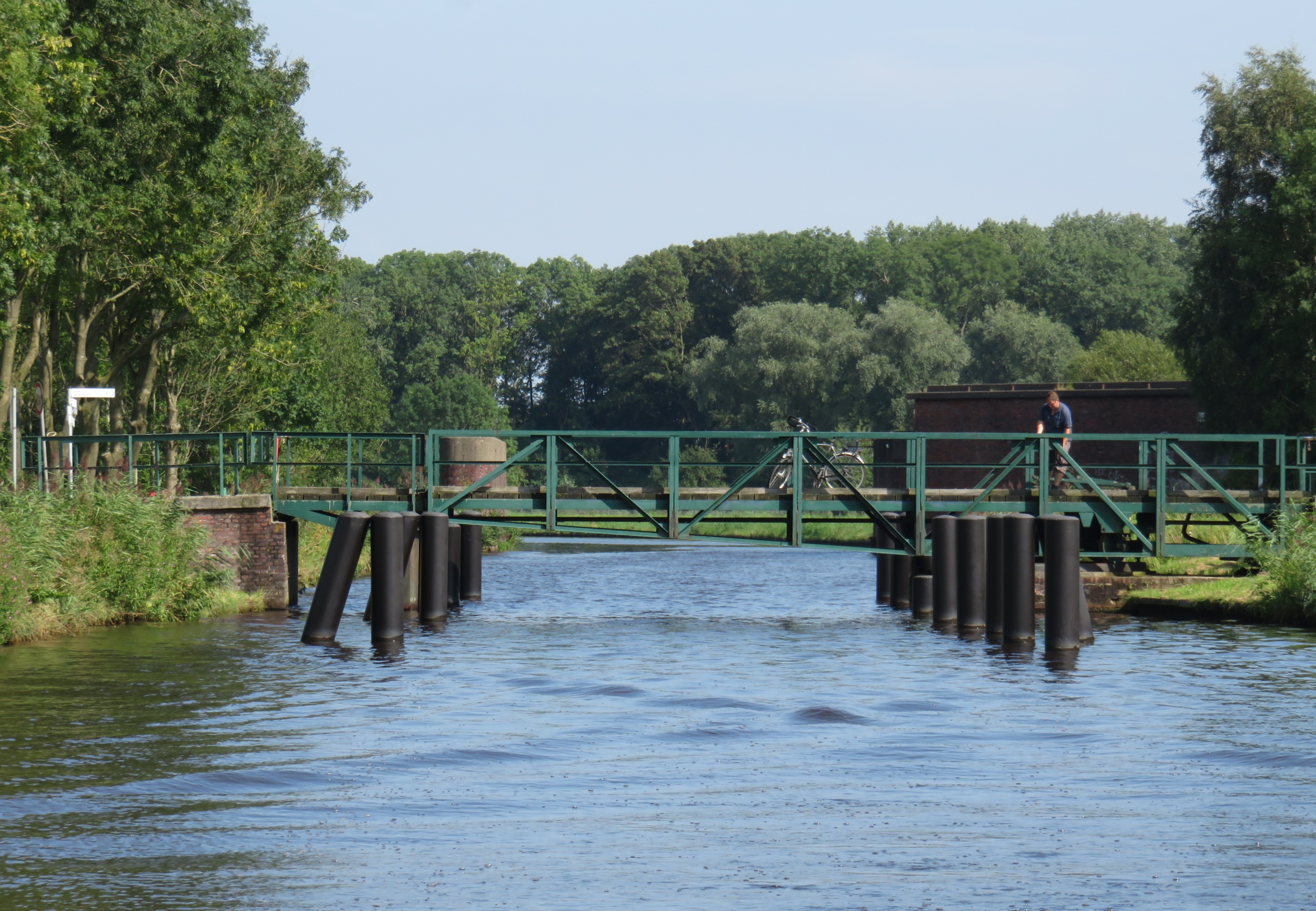
Brücke Middelsfähr